# Mara Manzan
Mara Virginia Manzan (São Paulo, 28 de mayo de 1952 – Río de Janeiro, 13 de noviembre de 2009) fue una actriz brasileña.

## Biografía
Nacida en São Paulo el 28 de mayo de 1952, Mara Manzan inició su carrera artística a los 17 años, luego de ver una obra del grupo Teatro Oficina. Apasionada por esta manifestación artística, Mara hizo de todo en los bastidores hasta que tuvo la oportunidad de sustituir a una de las actrices del grupo. A partir de entonces, no abandonaría jamás los escenarios.
En 1998, Mara había luchado contra el cáncer de útero, del que se libró satisfactoriamente. Luego su adicción al tabaco durante 40 años, le pasó factura con el cáncer de pulmón.
Aunque su carrera como actriz empezó desde muy joven, Sin embargo en el 2001 Mara se hizo conocida para el público en general en El Clon, con su personaje Odette, quien quedaría inmortalizada con su frase "Cada zambullida es un flash".
Luego de El Clon, Mara interpretó una serie de personajes que se movían principalmente en el terreno de la comedia como en Señora del Destino, América (telenovela), Cobras & Lagartos y Duas caras.
Su última aparición fue en India, Historia de un Amor, como la hindú Ashima. 
Falleció el 13 de noviembre de 2009 en Río de Janeiro, víctima de cáncer.

## Trabajos realizados

### Carrera en televisión
- 1994 - A Viagem .... Edméia
- 1996 - Salsa e Merengue .... Sexta-feira
- 1998 - Hilda Furacão .... Nevita
- 1998 - Pecado Capital .... Alzira
- 1998 - Você Decide .... Marly
- 1999 - Ô Coitado .... Cráudia
- 1999 - Terra Nostra .... costurera del vestido de Giuliana
- 2001 - El clon .... Odette
- 2003 - Kubanacan .... Agatha
- 2004 - El color del pecado .... cliente de Papa Helinho
- 2004 - Señora del destino .... Janice
- 2005 - América .... mãe de Creuza
- 2006 - Cobras & Lagartos .... Marilene
- 2007 - Duas caras .... Amara
- 2009 - India, una historia de amor .... Dona Ashima.
- 2018 - O sétimo guardião .... Valentina.

### Carrera en cine
- 1982 – Bonecas da Noite
- 1997 - Mundo VIP .... ella misma
- 2000 - De Cara Limpia .... Suzy
- 2003 - Herman .... ella misma
- 2008 - Sexo com Amor? .... Dirce
- 2009 - Documentário De Mãos Dadas - En Producción